# École des hautes études en sciences de l’information et de la communication
École des hautes études en sciences de l'information et de la communication (CELSA) – jest francuską Grande école specjalizującą się w naukach o informacji i komunikacji. Administracyjnie jest to wydział Wydziału Humanistycznego Sorbonne Université, a jego siedziba znajduje się w Neuilly-sur-Seine.

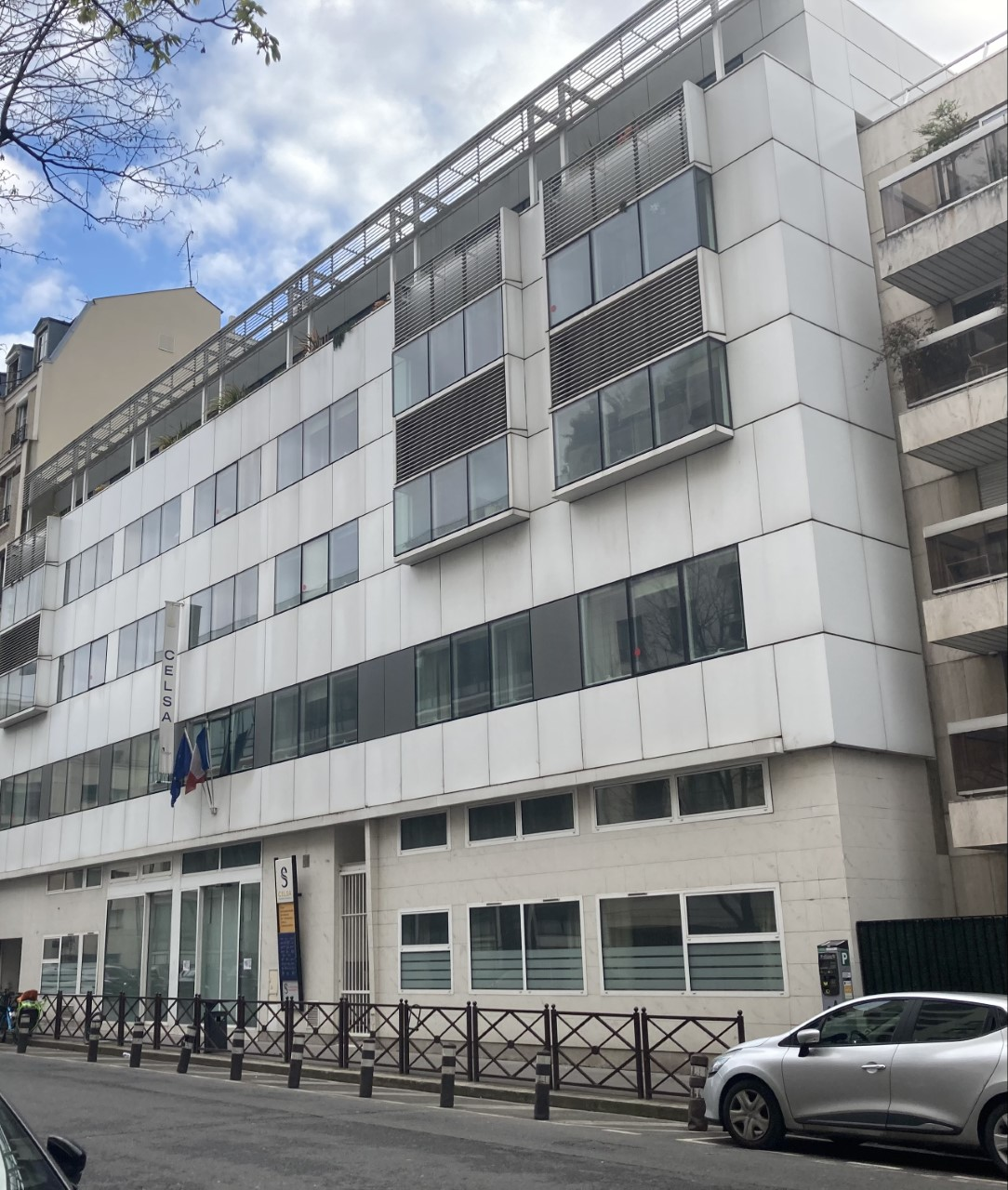
Siedziba CELSA

Założona w 1957 roku, szkoła przygotowuje studentów do kariery w komunikacji, marketingu, zasobów ludzkich i mediów. Jest to również jedna z czternastu francuskich szkół dziennikarskich uznawanych przez branżę.

## Słynni absolwenci
- Isabelle Le Callennec, francuska polityk i ekonomistka, deputowana, wiceprzewodnicząca Republikanów